# Civezzano
Civezzano (deutsch veraltet: Zivernach) ist eine norditalienische Gemeinde (comune) mit 4209 Einwohnern (Stand 31. Dezember 2023) in der Provinz Trient in der Region Trentino-Südtirol. Die Gemeinde liegt etwa 5 Kilometer ostnordöstlich von Trient. Civezzano ist Teil Talgemeinschaft der Comunità Alta Valsugana e Bersntol.

## Verkehr
Durch den Süden der Gemeinde führt die frühere Strada Statale 47 della Valsugana (heute eine Provinzstraße) von Padua nach Trient.

## Gemeindepartnerschaften
Civezzano unterhält eine Partnerschaft mit dem bayerischen Markt Untergriesbach (Deutschland).